# Kekkera
 Kakkera là một thị trấn TMC thuộc taluka Shorapur, huyện Yadgir, ở phía Nam bang Karnataka, Ấn Độ.

## Demographics
Tính đến  năm 2015 India census, Kakkera had a population of 35,492 with 18,345 males and 17,147 females.